# Adrian Bowyer
El doctor Adrian Bowyer (n. Londres, 1952) es un ingeniero, matemático y profesor universitario de ingeniería mecánica de la Universidad de Bath en Reino Unido. Es conocido por ser uno de los autores del Algoritmo de Bowyer-Watson y por ser el fundador y líder del equipo del Proyecto RepRap. Se retiró de la vida académica en 2012, aunque ha seguido con su actividad en RepRap.